# عصفور الجنة الذنبي
عصفور الجنة الذنبي (الاسم العلمي:Strelitzia caudata) (بالإنجليزية: Mountain Strelitzia)‏ هو نوع من النباتات يتبع جنس عصفور الجنة من الفصيلة الإسترلتزية.